# Каннон-Фолс (тауншип, Миннесота)
Каннон-Фолс (англ. Cannon Falls) — тауншип в округе Гудхью, Миннесота, США. На 2000 год его население составило 1236 человек.

## География
По данным Бюро переписи населения США площадь тауншипа составляет 87,8 км², из которых 87,8 км² занимает суша, водоёмов нет.

## Демография
По данным переписи населения 2000 года здесь находились 1236 человек, 417 домохозяйств и 354 семьи. Плотность населения —  14,1 чел./км².  На территории тауншипа расположено 427 построек со средней плотностью 4,9 построек на один квадратный километр. Расовый состав населения: 99,43 % белых, 0,16 % афроамериканцев, 0,16 % коренных американцев и 0,24 % азиатов. Испанцы или латиноамериканцы любой расы составляли 0,73 % от популяции тауншипа.
Из 417 домохозяйств в 40,0 % воспитывались дети до 18 лет, в 76,5 % проживали супружеские пары, в 4,6 % проживали незамужние женщины и в 14,9 % домохозяйств проживали несемейные люди. 10,6 % домохозяйств состояли из одного человека, при том 2,9 % из — одиноких пожилых людей старше 65 лет. Средний размер домохозяйства — 2,96, а семьи — 3,19 человека.
29,3 % населения младше 18 лет, 7,2 % в возрасте от 18 до 24 лет, 26,4 % от 25 до 44, 28,6 % от 45 до 64 и 8,5 % старше 65 лет. Средний возраст — 38 лет. На каждые 100 женщин приходилось 108,1 мужчин. На каждые 100 женщин старше 18 приходилось 106,1 мужчин.
Средний годовой доход домохозяйства составлял 66 250 долларов, а средний годовой доход семьи —  69 375 долларов. Средний доход мужчин —  48 472  доллара, в то время как у женщин — 30 595. Доход на душу населения составил 29 568 долларов. За чертой бедности находились 0,8 % семей и 1,5 % всего населения тауншипа, из которых 5,6 % старше 65 лет.